# Die toten Städte
Die toten Städte. Waren die alliierten Bombenangriffe Kriegsverbrechen? (Originaltitel: Among the Dead Cities: Was the Allied Bombing of Civilians in WWII a Necessity or a Crime?) ist ein Buch des britischen Philosophen A. C. Grayling, welches sich mit den britischen Flächenbombardements (Area-Bombing) auf deutsche und japanische Städte im Zweiten Weltkrieg auseinandersetzt. Das Buch beschäftigt sich mit der Frage, ob die alliierten Bombenangriffe moralisch zu rechtfertigen sind.
Grayling kommt zu dem Schluss, dass die Angriffe gegen die Städte und die damit verbundenen Verluste in der Zivilbevölkerung keine Verkürzung des Krieges bewirkten und somit moralisch verwerflich waren. Dabei bemüht er sich, keine Vergleiche zwischen den Methoden des Dritten Reiches und den Alliierten aufkommen zu lassen, sondern erörtert die Grenzen der legitimen Kriegsführung.

### Rezensionen
- Eklatanter Verstoß gegen das Sittengesetz. Rezension von Rudolf Walther in der Zeit, 15. Februar 2007
- Zerstören, was man treffen kann. Rezension von Bert Hoppe in der Berliner Zeitung, 20. März 2007
- Die Moral des Philosophen. Rezension von Rolf-Dieter Müller in der Frankfurter Allgemeinen Zeitung, 4. August 2007